# Schwarzer Kaiman
Der Schwarze Kaiman (Melanosuchus niger), auch Mohrenkaiman genannt, ist ein Vertreter der Kaimane (Caimaninae) innerhalb der Familie der Alligatoren. Dabei handelt es sich um den einzigen Vertreter der Gattung Melanosuchus.

## Merkmale
Der Schwarze Kaiman erreicht eine maximale Körperlänge von bis zu sechs Metern und ein Gewicht von bis zu 300 kg. Damit gehört er wie das Orinoko-Krokodil zu den größten Prädatoren Südamerikas. Große und damit alte Exemplare des Schwarzen Kaimans sind jedoch selten geworden. In seiner Gestalt ähnelt der Schwarze Kaiman dem Mississippi-Alligator, obwohl er mit diesem weniger eng verwandt ist als mit den anderen Kaimanen. Dies äußert sich vor allem in der breiten Schnauze. Die Tiere sind dunkel gefärbt und haben einen helleren Kopf. Dieser ist bei den Jungtieren grau und verändert im Laufe des Lebens seine Farbe in einen Braunton. Der Körper weist während des gesamten Lebens eine Zeichnung aus hellen Punktlinien auf, die im Alter zwar verblassen, jedoch nicht wie bei anderen Krokodilen gänzlich verschwinden.

## Verbreitung und Lebensraum

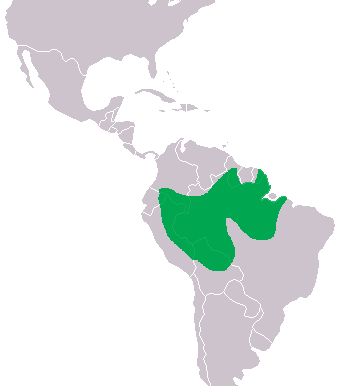
Verbreitung

Schwarze Kaimane leben vor allem im Bereich von großen Flüssen und Seen im Amazonasbecken. Sie sind in den Staaten Bolivien (z. B. Reserva de Biosfera Estación Biológica del Beni), Brasilien (z. B. im Nationalpark Cabo Orange im  Bundesstaat Amapá und im Nationalpark Anavilhanas im Bundesstaat Amazonas), Ecuador (z. B. in der Reserva de Producción de Fauna Cuyabeno), Kolumbien (z. B. im Zancudo Cocha See) und Peru (z. B. im Nationalpark Manú) sowie in Französisch-Guayana (z. B. in den Feuchtgebieten der Ebene des Flusses Kaw) und in Guyana (z. B. am Oberlauf des Essequibo) beheimatet. In Suriname scheint er nicht vorzukommen.
Im tropischen Südamerika werden fließende oder stehende Gewässer wie Flüsse, Seen, Altarme und saisonal überflutete Savannen- und Waldgebiete von den Schwarzen Kaimanen besiedelt. In der Zeit der Überschwemmungen, zwischen Mai und Juli, sind sie über ausgedehnte Gebiete verteilt. In der Trockenzeit, von September bis Dezember, ziehen sich die Schwarzen Kaimane aufgrund der sinkenden Wasserstände in permanente Flüsse und Seen zurück.
Besonders in offenen Bereichen ist dieser Kaiman heute sehr selten anzutreffen, da er sehr umfangreich bejagt wurde. Die Jagd war jedoch nur auf die großen Männchen rentabel, die wegen ihrer besonders schönen Häute, welche im Gegensatz zu anderen Krokodilen keine kleinen Knochen enthalten, erlegt wurden. Die wesentlich kleineren Weibchen ziehen sich allerdings zur Eiablage in abgelegene Seengebiete zurück. Dort wurde ihnen kaum nachgestellt. Dadurch konnten sich die Bestände immer wieder erholen. Die Jungtiere trifft man daher auch auf den Überschwemmungsflächen an, die eine Verbindung von den Seen zum Fluss bilden.

## Lebensweise
Schwarze Kaimane bauen Hügelnester aus Erde und Pflanzenmaterial, die denen der Krokodilkaimane (Caiman crocodylus) ähneln, allerdings deutlich größer sind. Über das Fortpflanzungsalter bzw. die Größe fortpflanzungsfähiger Tiere ist nichts bekannt.
Auch über die Ernährung der Tiere ist nur wenig bekannt. Die Jungtiere ernähren sich wahrscheinlich vor allem von Insekten und Schnecken, jagen allerdings ab einer relativ geringen Größe auch Fische, Vögel und Echsen. Ausgewachsene Kaimane ernähren sich zusätzlich von Säugetieren und auch von anderen Kaimanarten. Wie die meisten anderen Krokodile ist auch der Schwarze Kaiman vor allem nachtaktiv, trotzdem ist er bei der Jagd meist optisch orientiert. Das liegt wohl daran, dass er oft Capybaras jagt, die im Wasser an der Wasseroberfläche schwimmen. Bei ihnen muss er nicht abtauchen. Das wird auch manchen Anakondas zum Verhängnis, die große Beute gefressen haben und somit leicht an der Wasseroberfläche zu erkennen sind. Obwohl aufgrund seiner Größe durchaus möglich, sind Angriffe auf Menschen oder größere Haustiere nur selten dokumentiert.

## Systematik

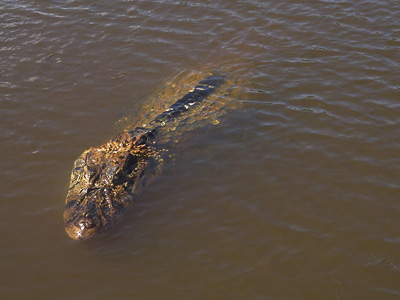
Ausgewachsener Schwarzer Kaiman

Der Schwarze Kaiman stellt die Schwesterart zu den Vertretern der Echten Kaimane der Gattung Caiman dar. Als Schwestergruppe dieser beiden Taxa werden die Glattstirnkaimane der Gattung Paleosuchus angesehen. Über die Stammesgeschichte ist wie bei allen Kaimanen nur sehr wenig bzw. gar nichts Konkretes bekannt.